# Coldfair Green
Coldfair Green – przysiółek w Anglii, w Suffolk. Leży 1,1 km od miasta Leiston, 31,6 km od miasta Ipswich i 136,9 km od Londynu. W 2015 miejscowość liczyła 801 mieszkańców.